# Río Glan
El río Glan es un río de Carintia, en Austria. Surge del Ossiacher Tauern y fluye hacia el este atravesando Feldkirchen in Kärnten. Tras unos kilómetros gira hacia el sur en Sank Veit an der Glan para atravesar el Zollfeld, región de Carintia, y llegar con el transcurso de los kilómetros a atravesar Klagenfurt desde el norte hacia el sureste.
Una vez allí, recibe las aguas del lago Wörthersee, que descarga el agua solo por un río, el río Glanfurt, el cual desemboca en el río Glan. Una vez que ha recibido las aguas del Glanfurt acabará desembocando en el río Gurk, río menos caudaloso hasta entonces, pero de mayor longitud, que a su vez acabará desembocando en el río Drava.
Con anterioridad, el río Glan era el río más contaminado de Carintia, debido a los vertidos de una fábrica de la industria maderera, aunque en la actualidad se ha saneado en gran medida.
- Datos: Q362609
- Multimedia: Glan (Carinthia) / Q362609